# 長寶寺
長寳寺（ちょうほうじ）は、大阪市平野区平野本町にある高野山真言宗の寺院。

## 歴史
創建は、大同年間（806年 - 810年）と伝える。寺伝によれば、開山は坂上田村麻呂の娘で、平野庄領主の坂上広野（坂上廣野麻呂）の妹の坂上春子（慈心大姉）とされる。春子は桓武天皇の妃であった。延暦25年（806年）に桓武天皇が崩御すると、春子は空海（弘法大師）に帰依して剃髪し、慈心尼と称した。寺は父の坂上田村麻呂（父）が大同年間（806-810年）に建立したという。
南北朝時代には、後醍醐天皇が大和国・吉野（奈良県）に向かう途中に、当寺を仮の皇居とした。その際に「王舎山」の山号が下賜された。
元亨年間（1321年-1324年）に笠置城（京都府）が落城のときに、61人が戦死し、その妻女たちが当寺で出家したと伝えられている。
広大な寺域に多くの堂宇があったが、元弘の乱（1331年）、建武年間 （南北朝の争い）、元和（大坂夏の陣（1615年））の兵火により、灰燼に帰した。
「平野郷町誌」によれば、現在の本堂・庫裡は、当寺第三十三代・慈源大姉の時、天保年間（1830-1844年）に再建されたと言う。なお、当寺の住職は代々坂上家の女子が補されることになっている。

## 境内
- 本堂 - 本尊として十一面観世音菩薩像（毎年5月18日に開扉）を安置する。寺伝によれば、この像は仏師・春日作で、坂上田村麻呂の念持仏であるという。他に閻魔王（えんまおう）像（毎年5月18日に開扉）を安置する。

- 密祖堂（大師堂） - 宗祖空海（弘法大師）像を安置する。もと田村堂と称し、江戸時代までは、坂上田村麻呂像（伝・坂上廣野麻呂作））が安置されていたが、明治時代の廃仏毀釈により、田村麻呂像は杭全神社（くまたじんじゃ）に移され、杭全神社境内の大師堂にあった弘法大師像が長寳寺に移された。

- 護摩堂 - 役行者像を安置する。

境内の手水鉢には、水神に祈願するため、瓢箪（ひょうたん）を模した石に、柄杓（ひしゃく）で水を掛けるようになっている。
境内には他に鎮守社があり、山門前の右側には「後醍醐天皇行在所跡」の石碑がある。

## 閻魔王に関する伝承
寺に所蔵される『よみがえり草紙』によれば、本堂に安置される閻魔王は、永享11年（1439年）6月6日、慶心坊尼を頓死させた。頓死させた理由は、存命中に仏道の修行を怠（なま）けると地獄に堕ちるということを知らせるために、地獄の恐ろしさを見聞させ、逆修を勧めさせるためであった。閻魔王は「閻魔大王の証判を持つ物は地獄に落ちない」といい、閻魔王の証判をもっていた慶心坊尼は地獄に堕ちた3日後に蘇生したという。
その後、嘉吉元年（1441年）10月15日、読経中の慶心坊尼が青蜘蛛（くも）をつかむと青蜘蛛は舎利に変わったという。嘉吉2年（1442年）、慶心坊尼が逆修供養を営んだ際に、客僧が来訪し、閻魔王の木像を刻んで姿を消した。その客僧が閻魔王であったという。
「青蜘蛛の舎利」、「閻魔大王木像」、「閻魔大王実判」は現在も、長寳寺に伝わっている。
慶心坊尼が、この出来事を書いたものが、『よみがえりの草紙』で、逆修を勧めるために書いたものが『逆修講縁起』である。
年に一度、5月18日に本尊十一面観世音菩薩とともに、閻魔王木像が開扉されて、僧侶により法要が行われる。また、僧侶が閻魔王像の前にて宝印を参拝者の体に触れて加持を行う。
現在、授与品として、「閻魔大王実判宝印」、「閻魔大王実判御札」があり、朱色（朱印）で閻魔大王実判（書き判・花押）が記してある。

## 文化財
重要文化財
- 絹本著色仏涅槃図（建武2年（1335年）に坂上利増が寄進）
- 梵鐘（建久3年（1192年）作）

その他
- よみがえりの草紙
- 逆修講縁起
- 開山慈心大師霊牌

## 年中行事
- 5月18日 本尊十一面観世音菩薩・閻魔大王の厨子開扉
- 7月14日 「神輿（みこし）渡御」
- 8月23・24日 地蔵盆
- 10月18日 大般若転読法会
- 毎月21日 お大師参り

## 札所
- 摂津国八十八箇所第38番札所
- 摂津国三十三箇所第31番札所
- 尼寺三十四箇所第22番札所

## 御詠歌
かりのよは さもあらばあれ ゆくすゑの ながきたからの てらにもうでん

## 交通アクセス
- 平野駅 (JR西日本)から徒歩約5分
- 平野駅 (Osaka Metro)から徒歩約5分